# Sergey Tsoy
Sergey Tsoy (Сергей Цой), (ur. 7 stycznia 1986) – uzbecki pływak, uczestnik igrzysk olimpijskich w Atenach.

## Występy na igrzyskach olimpijskich
Sergey Tsoy do tej pory wystartował tylko na zawodach pływackich rozgrywanych na igrzyskach olimpijskich w Atenach w 2004 r. Konkurował na dystansie 400 m w stylu dowolnym. W eliminacjach uzyskał 6. miejsce z czasem 4:16,91. Wynik ten nie pozwolił na zmagania się w dalszym etapie zawodów. Łącznie został sklasyfikowany na 45 miejscu.